# Japan Soccer League Cup 1989
Der Japan Soccer League Cup 1989 war die vierzehnte Ausgabe des Japan Soccer League Cup. Sieger des Wettbewerbs waren die Nissan Motors.

## Ergebnisse

### 1. Runde
|                     | Ergebnis        |                       |
| ------------------- | --------------- | --------------------- |
| Kawasaki Steel      | 3:2             | Mazda Auto Hiroshima  |
| Kofu SC             | 1:2             | All Nippon Airways    |
| Osaka Gas           | 0:4             | NKK                   |
| Kyoto Shiko Club    | 1:1 (1:3 i. E.) | Fujita Industries     |
| Furukawa Electric   | 1:0             | Fujitsu               |
| Matsushita Electric | 0:0 (1:3 i. E.) | Cosmo Oil             |
| Nippon Steel        | 0:2             | Yomiuri               |
| Toyota Motors       | 3:0             | Toho Titanium         |
| NTT Kanto           | 3:3 (5:4 i. E.) | Tanabe Pharmaceutical |
| Yamaha Motors       | 3:0             | Sumitomo Metals       |
| Hitachi             | 1:1 (2:4 i. E.) | Mazda                 |
| Honda Motors        | 6:0             | Teijin                |

### Achtelfinale
|                             | Ergebnis        |                   |
| --------------------------- | --------------- | ----------------- |
| Nissan Motors               | 3:2             | Kawasaki Steel    |
| All Nippon Airways          | 2:1             | NKK               |
| Fujita Industries           | 4:2             | Furukawa Electric |
| Cosmo Oil                   | 1:4             | Yanmar Diesel     |
| Mitsubishi Heavy Industries | 0:2             | Yomiuri           |
| Toyota Motors               | 1:1 (5:4 i. E.) | NTT Kanto         |
| Yamaha Motors               | 1:0             | Mazda             |
| Honda Motors                | 1:1 (2:4 i. E.) | Toshiba           |

### Viertelfinale
|                   | Ergebnis |                    |
| ----------------- | -------- | ------------------ |
| Nissan Motors     | 1:0      | All Nippon Airways |
| Fujita Industries | 1:0      | Yanmar Diesel      |
| Yomiuri           | 4:2      | Toyota Motors      |
| Yamaha Motors     | 2:1      | Toshiba            |

### Halbfinale
|               | Ergebnis |                   |
| ------------- | -------- | ----------------- |
| Nissan Motors | 2:1      | Fujita Industries |
| Yomiuri       | 0:1      | Yamaha Motors     |

### Finale
|               | Ergebnis |               |
| ------------- | -------- | ------------- |
| Nissan Motors | 1:0      | Yamaha Motors |